# Nathalie Kovanko
Natalia Ivanovna Kovanko-Fastovitch (en russe : Наталья Ивановна Кованько), dite Nathalie Kovanko, née le 13 septembre 1899 à Yalta (Crimée) à l'époque de l'Empire russe et décédée le 23 mai 1967 à Kiev en Ukraine, est une actrice ukrainienne.

## Biographie
Nathalie Kovanko, née au sein de la famille de comédiens Kovanko-Fastovitch. Sœur de Boris de Fast (né Boris Fastovitch) et de Victor de Fast (né Victor Fastovitch), elle fut l'épouse du réalisateur Victor Tourjansky. En 1919, elle fuit les privations dues à la guerre civile russe et elle émigre en France avec la troupe de Iossif Ermoliev. 
Elle fut révélée en France au début des années vingt par le rôle d'Hélène, princesse russe exilée à la beauté torride, dans le film "Jean d’Agrève" dont le héros éponyme tombe éperdument amoureux dans le site enchanteur de l'île de Port-Cros.
En 1931, Victor Tourjansky rencontra l'actrice française Simone Simon pour laquelle il s'éprit et qu'il fit tourner dans un premier film, Le Chanteur inconnu suivi bientôt d'un deuxième, en 1935, Les Yeux noirs. Nathalie Kovanko se sépara de lui et rentra en Russie, puis chez elle en Ukraine où elle mourut, à Kiev, en 1967.

## Filmographie
- 1917 : Les Chèvres, d'Ivan Perestiani
- 1917 : Venez à moi, de Victor Tourjanski
- 1917 : Le Cercle vicieux, de Victor Tourjanski
- 1918 : Balle éternelle, de Victor Tourjanski
- 1918 : La Foire de Sorotchinsk, de Ladislas Starewitch
- 1918 : Mirage de mars, de Victor Tourjanski
- 1919 : Irene Negludov, de Victor Tourjanski
- 1919 : Le Péché et la rédemption, de Victor Tourjanski
- 1919 : Obronennaya mechta, de Victor Tourjanski
- 1919 : Mucheniki mola, de Victor Tourjanski
- 1921 : L'Ordonnance (première version), de Victor Tourjanski
- 1921 : Les Contes des mille et une nuits I, de Victor Tourjanski (court-métrage)
- 1921 : Les Contes des mille et une nuits II, de Victor Tourjanski (court-métrage)
- 1921 : Les Contes des mille et une nuits III, de Victor Tourjanski (court-métrage)
- 1922 : Nuit de carnaval, de Victor Tourjanski
- 1922 : Le Quinzième prélude de Chopin, de Victor Tourjanski
- 1922 : Jean d’Agrève, de René Leprince
- 1923 : Le Chant de l'amour triomphant, de Victor Tourjanski
- 1923 : Calvaire d'amour de Victor Tourjanski
- 1924 : La Dame masquée, ou La Femme masquée, de Victor Tourjanski
- 1925 : Le Prince charmant,  de Victor Tourjanski avec Jaque-Catelain
- 1926 : Michel Strogoff, de Victor Tourjanski avec Ivan Mosjoukine
- 1934 : Volga en flammes, de Victor Tourjanski avec Valery Inkijinoff